# Portugal i olympiska sommarspelen 1988
Portugal deltog i de olympiska sommarspelen 1988 med en trupp bestående av 64 deltagare, och totalt blev det ett guld.

## Brottning
Flugvikt, grekisk-romersk stil
- José Marques

Grupp B:
- - Omgång 1 — Pete Stjernberg (SWE) (→ förlorade genom skada)
  - Omgång 2 — Jae-Suk Lee (KOR) (→ förlorade genom skada; gick inte vidare)

## Bågskytte
Herrarnas individuella
- Carlos Reis

Öppen omgång — 1176 poäng (→ 66:e plats, gick inte vidare)
| Distans  | 90m | 70m | 50m | 30m | Totalt |
| -------- | --- | --- | --- | --- | ------ |
| Omgång 1 | 256 | 284 | 292 | 334 | 1176   |
- Rui Santos

Öppen omgång — 1160 poäng (→ 70:e plats, gick inte vidare)
| Distans  | 90m | 70m | 50m | 30m | Totalt |
| -------- | --- | --- | --- | --- | ------ |
| Omgång 1 | 258 | 281 | 299 | 322 | 1160   |
Damernas individuella
- Ana Sousa

Öppen omgång — 1213 poäng (→ 37:e plats, gick inte vidare)
| Distans  | 90m | 70m | 50m | 30m | Totalt |
| -------- | --- | --- | --- | --- | ------ |
| Omgång 1 | 283 | 303 | 295 | 332 | 1213   |

## Friidrott
Herrarnas 100 meter
- Luís Cunha
  - Omgång 1 (heat 11) — 10,80 (→ 5:a, gick inte vidare)
- Pedro Agostinho
  - Omgång 1 (heat 6) — fullföljde inte

Herrarnas 200 meter
- Luís Barroso
  - Omgång 1 (heat 9) — 21,31 (→ 2:a)
  - Omgång 2 (heat 3) — 20,81 (→ 4:a, gick inte vidare)
- Luís Cunha
  - Omgång 1 (heat 7) — 21,72 (→ 4:a, gick inte vidare)

Herrarnas 400 meter
- Filipe Lomba
  - Omgång 1 (heat 2) — 47,57 (→ 5:a, gick inte vidare)

Herrarnas 800 meter
- Álvaro Silva
  - Omgång 1 (heat 4) — 1:49,09 (→ 3:a)
  - Omgång 2 (heat 4) — 1:46,65 (→ 3:a)
  - Semifinal (heat 2) — 1:45,12 (→ 5:a, gick inte vidare)
- António Abrantes
  - Omgång 1 (heat 3) — 1:49,01 (→ 4:a, gick inte vidare)

Herrarnas 1 500 meter
- Mário Silva
  - Omgång 1 (heat 2) — 3:42,24 (→ 5:a)
  - Final — 3:38,77 (→ 9:a)

Herrarnas 5 000 meter
- Domingos Castro
  - Omgång 1 (heat 1) — 13:47,91 (→ 4:a)
  - Semifinal — 13:22,44 (→ 1:a)
  - Final — 13:16,09 (→ 4:a)
- Fernando Couto
  - Omgång 1 (heat 2) — 13:58,72 (→ 8:a, gick inte vidare)
- José Regalo
  - Omgång 1 (heat 3) — 13:43,59 (→ 9:a)
  - Semifinal — 13:24,48 (→ 3:a)
  - Final — fullföljde inte

Herrarnas 10 000 meter
- António Pinto
  - Omgång 1 (heat 1) — 28:15,63 (→ 6:a)
  - Final — 28:09,53 (→ 13:a)
- Dionísio Castro
  - Omgång 1 (heat 1) — fullföljde inte
- Ezequiel Canario
  - Omgång 1 (heat 2) — 28:43,02 (→ 9:a, gick inte vidare)

Herrarnas maraton
- Joaquim Silva — 2:18:05 (→ 27:a)

Herrarnas 20 kilometer gång
- Hélder Oliveira — 1:27:39 (→ 39:a)
- José Pinto — 1:26:33 (→ 31:a)
- José Urbano — 1:24:56 (→ 29:a)

Herrarnas 50 kilometer gång
- José Pinto — 3:55:57 (→ 21:a)

Herrarnas 110 meter häck
- João Lima
  - Omgång 1 (heat 5) — 14,73 (→ 6:a, gick inte vidare)

Herrarnas 4 x 100 meter stafett
- Arnaldo Abrantes, Luís Barroso, Pedro Agostinho och Pedro Curvelo
  - Omgång 1 (heat 4) — 39,61 (→ 3:a)
  - Semifinal (heat 2) — DAQ

Herrarnas 4 x 400 meter stafett
- Álvaro Silva, António Abrantes, Filipe Lomba och Paulo Curvelo
  - Omgång 1 (heat 2) — 3:07,75 (→ 3:a)
  - Semifinal (heat 1) — 3:07,75 (→ 7:a, gick inte vidare)

Herrarnas längdhopp
- José Leitão

Kvalomgång (group 1) — 6,99 (→ 15:a, gick inte vidare)
| Försök   | 1 | 2    | 3    |
| -------- | - | ---- | ---- |
| Resultat | X | 6,99 | 6,81 |
Herrarnas tresteg
- José Leitão

Kvalomgång (group 1) — 15,60 (→ 16:a, gick inte vidare)
| Försök   | 1     | 2     | 3     |
| -------- | ----- | ----- | ----- |
| Resultat | 15,51 | 15,60 | 15,47 |
Damernas 3 000 meter
- Fernanda Ribeiro
  - Omgång 1 (heat 1) — 9:05,92 (→ 13:a, gick inte vidare)

Damernas 10 000 meter
- Albertina Dias
  - Omgång 1 (heat 2) — 32:13.85 (→ 5:a)
  - Final — 32:07,13 (→ 10:a)
- Albertina Machado
  - Omgång 1 (heat 1) — 31:52,04 (→ 7:a)
  - Final — 32:02,13 (→ 9:a)

Damernas maraton
- Aurora Cunha — startade inte
- Conceição Ferreira — 2:34:23 (→ 20:a)
- Rosa Mota — 2:25:40 (→  Guld)

## Fäktning
Herrarnas värja
- José Bandeira — 67:e plats
  - Round 1 (pool 15) — 5 matcher, 1 vinst (→ 5:e plats, gick inte vidare)

1. Cezary Siess (POL) (→ förlorade med 5:3)
2. Rafael Di Tella (ARG) (→ förlorade med 5:5)
3. Arwin Kardolus (NED) (→ förlorade med 5:3)
4. Arnd Schmitt (FRG) (→ förlorade med 5:1)
5. Alfredo Bogarin Arzamendia (PAR) (→ vann med 5:3)

- Óscar Pinto — 74:e plats
  - Round 1 (pool 2) — 4 matcher, 0 vinster (→ 5:e plats, gick inte vidare)

1. Andre Kuhn (SUI) (→ förlorade med 5:3)
2. Roberto Lazzarini (BRA) (→ förlorade med 5:2)
3. Stéphane Ganeff (NED) (→ förlorade med 5:1)
4. Sandro Cuomo (ITA) (→ förlorade med 5:0)

- Roberto Durão — 60:e plats
  - Omgång 1 (pool 3) — 4 matcher, 1 vinst (→ 4:e plats)

1. Jean Michel Henry (FRA) (→ förlorade med 5:1)
2. Robert Marx (USA) (→ vann med 5:5)
3. Il-Hee Lee (KOR) (→ förlorade med 5:3)
4. Fernando Pena (ESP) (→ förlorade med 5:2)

- - Omgång 2 (pool 12) — 4 matcher, 0 vinster (→ 5:e plats, gick inte vidare)

1. Stephen Trevor (USA) (→ förlorade med 5:2)
2. Mauricio Rivas (COL) (→ förlorade med 5:2)
3. Johannes Nagele (AUT) (→ förlorade med 5:2)
4. Stefan Joos (BEL) (→ förlorade med 5:1)

Herrarnas florett
- José Bandeira — 55:e plats
  - Round 1 (pool 12) — 5 matcher, 1 vinst (→ 5:e plats, gick inte vidare)

1. Andrea Borella (ITA) (→ förlorade med 5:2)
2. Shaopei Lao (CHN) (→ förlorade med 5:2)
3. Chung Man Lee (HKG) (→ vann med 5:2)
4. Thierry Soumagne (BEL) (→ förlorade med 5:1)
5. Stephen Angers (CAN) (→ förlorade med 5:1)

## Gymnastik
Artistisk
Herrarnas individuella mångkamp
- Hélder Pinheiro — 109,600 poäng (→ 85:a)

| Subdivision 1 (Grupp 4) |            |           |        |       |       |       |        |         |
| Omgång                  | Fristående | Bygelhäst | Ringar | Hopp  | Barr  | Räck  | Totalt | Totalt  |
| Ia                      | 9,300      | 9,450     | 8,700  | 8,800 | 9,200 | 9,200 | 54,650 | 109,600 |
| Ib                      | 9,200      | 9,600     | 9,250  | 9,150 | 9,400 | 8,350 | 54,950 | 109,600 |
Damernas individuella mångkamp
- Sónia Moura — 83:a

| Subdivision 1 (Grupp 3) |       |       |       |            |        |        |
| Omgång                  | Hopp  | Barr  | Bom   | Fristående | Totalt | Totalt |
| Ia                      | 9,300 | 9,375 | 8,775 | 9,175      | 36,625 | 73,025 |
| Ib                      | 9,575 | 9,275 | 8,400 | 9,150      | 36,400 | 73,025 |
Rytmisk
Damernas individuella mångkamp, rytmisk
- Patricia Jorge — 37,050 poäng (→ 30:e plats)

| Inledande omgång |       |        |          |        |
| Rep              | Ring  | Käglor | Tunnband | Totalt |
| 9,350            | 9,100 | 9,200  | 9,400    | 37,050 |

## Judo
Herrarnas extra lättvikt
- Renato Santos

Pool B
- - 1/32-final — Bye
  - 1/16-final — Carlos Sotillo (ESP) (→ vann med kiken-gachi)
  - 1/8-final — Zhang Guojun (CHN) (→ förlorade med yusei-gachi, gick inte vidare)

- Hugo Assunção

Pool A
- - 1/32-final — James Sibenge (ZIM) (→ vann med ippon)
  - 1/16-final — Eugene McManus (IRL) (→ vann med yusei-gachi)
  - 1/8-final — Anders Dahlin (SWE) (→ förlorade med koka, gick inte vidare)

Herrarnas mellanvikt
- Pedro Cristóvão

Pool A
- - 1/32-final — Bye
  - 1/16-final — Neil Adams (GBR) (→ förlorade med ippon, gick inte vidare)

Damernas halv mellanvikt
- Teresa Gaspar

Pool B
- - 1/4-final — Lynn Roethke (USA) (→ förlorade med yuko)
  - Återkval — Boguslawa Olechnowicz (POL) (→ förlorade med ippon, gick inte vidare)

## Kanotsport
Herrarnas K-1 500 m
- José Garcia
  - Inledande omgång (heat 2) — 1:57,83 (→ 6:a)
  - Återkval 2 — DSQ

Herrarnas K-1 1000 m
- José Garcia
  - Inledande omgång (heat 1) — 3:44,53 (→ 4:a)
  - Återkval 1 — 3:51,14 (→ 1:a)
  - Semifinal — 3:44,00 (→ 4:a, gick inte vidare)

Herrarnas K-2 1000 m
- António Brinco och Eduardo Gomes
  - Inledande omgång (heat 1) — 3:31,95 (→ 4:a)
  - Återkval 1 — 3:47,99 (→ 5:a)

## Modern femkamp
Individuella tävlingen
- Manuel Barroso — 4844 poäng (→ 34:e plats)

| Gren  | Ridning | Fäktning | Simning | Skytte | Löpning | Totalt |
| ----- | ------- | -------- | ------- | ------ | ------- | ------ |
| Poäng | 910     | 677      | 1236    | 802    | 1219    | 4844   |
Lagtävlingen
- Manuel Barroso — 4844 poäng (→ 22:a plats)

## Ridsport
Individuell hoppning
- Manuel Malta da Costa — 33:e plats

| Kval     | Tid    | Straff | Straff | Straff | Poäng | Placering |
| Kval     | Tid    | Hinder | Tid    | Totalt | Poäng | Placering |
| -------- | ------ | ------ | ------ | ------ | ----- | --------- |
| Omgång 1 | 107,44 | 0      | 0,00   | 0,00   | 69,50 | 1:a       |
| Omgång 2 | 98,05  | 20     | 1,00   | 21,00  | 25,00 | ?         |
| Totalt   | Totalt | 20     | 1,00   | 21,00  | 94,50 | 26:a      |
| Kval     | Tid    | Straff | Straff | Straff | Poäng | Placering |
| Kval     | Tid    | Hinder | Tid    | Totalt | Poäng | Placering |
| -------- | ------ | ------ | ------ | ------ | ----- | --------- |
| Omgång 1 | 106,24 | 24     | 0,00   | 24,00  | 33:a  |           |

## Segling
Starbåt
- Henrique Anjos och Patricio de Barros — 115 poäng (→ 15:e plats)

| Lopp      | 1    | 2    | 3   | 4    | 5    | 6    | 7    | Totalt | Nettopoäng |
| --------- | ---- | ---- | --- | ---- | ---- | ---- | ---- | ------ | ---------- |
| Placering | 16:e | 13:e | 8:e | 16:e | 14:e | 16:e | 12:e | Totalt | Nettopoäng |
| Poäng     | 22   | 19   | 14  | 22   | 20   | 22   | 18   | 137    | 115        |
Herrarnas division II
- Luís Calico — 132 poäng (→ 19:e plats)

| Lopp      | 1    | 2    | 3    | 4    | 5   | 6    | 7    | Totalt | Nettopoäng |
| --------- | ---- | ---- | ---- | ---- | --- | ---- | ---- | ------ | ---------- |
| Placering | 23:e | 26:e | 14:e | 15:e | 9:e | 23:e | 12:e | Totalt | Nettopoäng |
| Poäng     | 29   | 32   | 20   | 21   | 15  | 29   | 18   | 164    | 132        |